# Montigny-sur-Canne
Montigny-sur-Canne ist eine französische Gemeinde mit 154 Einwohnern (Stand 1. Januar 2022) im  Département Nièvre in der Region Bourgogne-Franche-Comté (vor 2016 Bourgogne). Sie gehört zum Arrondissement Château-Chinon (Ville) und zum Kanton Luzy (bis 2015 Châtillon-en-Bazois).

## Geographie
Montigny-sur-Canne liegt etwa 50 Kilometer ostsüdöstlich von Nevers am Rande des Morvan. Umgeben wird Montigny-sur-Canne von den Nachbargemeinden Biches im Norden, Limanton im Osten und Nordosten, Isenay im Osten und Südosten, Saint-Gratien-Savigny im Süden, Diennes-Aubigny im Westen und Südwesten sowie Fertrève im Westen und Nordwesten.

## Bevölkerungsentwicklung
| Jahr                       | 1962 | 1968 | 1975 | 1982 | 1990 | 1999 | 2006 | 2011 | 2016 |
| -------------------------- | ---- | ---- | ---- | ---- | ---- | ---- | ---- | ---- | ---- |
| Einwohner                  | 327  | 296  | 232  | 211  | 180  | 185  | 172  | 162  | 151  |
| Quellen: Cassini und INSEE |      |      |      |      |      |      |      |      |      |

## Sehenswürdigkeiten
- Kirche Saint-Symphorien
- Schloss Le Bailly